# Pener (Pangkah)
Pener is een bestuurslaag in het regentschap Tegal van de provincie Midden-Java, Indonesië. Pener telt 4715 inwoners (volkstelling 2010).